# Kozluca, Burdur
Kozluca là một thị trấn thuộc thành phố Burdur, tỉnh Burdur, Thổ Nhĩ Kỳ. Dân số thời điểm năm 2010 là 1.469 người.